# Fernsehturm Jekaterinburg

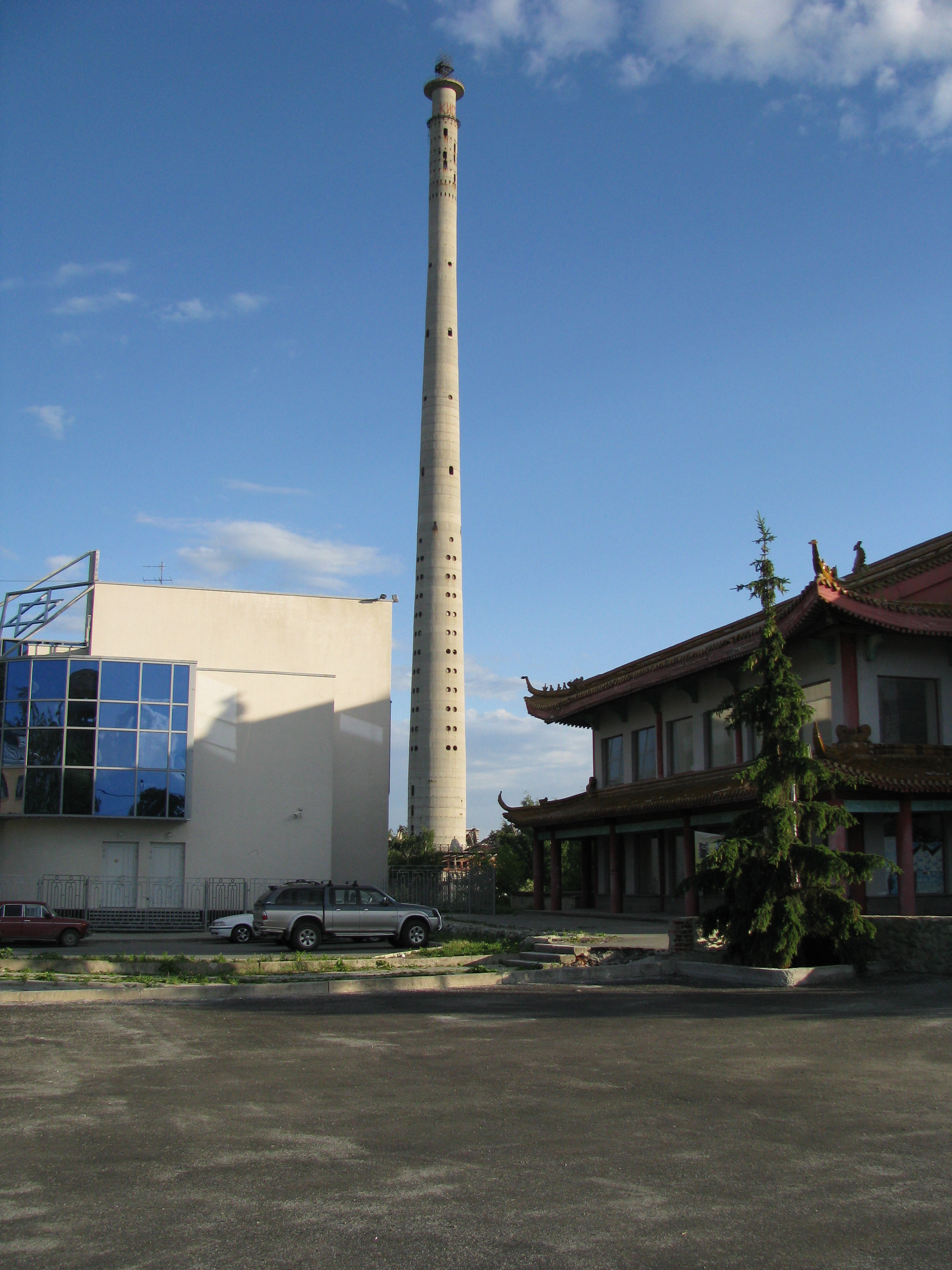
Fernsehturm Jekaterinburg

Als Fernsehturm von Jekaterinburg wurde ein unvollendeter, 220 Meter hoher Fernsehturm in der russischen Metropole Jekaterinburg bezeichnet.

## Geschichte
Er gehörte nach dem Ryugyŏng-Hotel zu den weltweit höchsten Investitionsruinen. Mit dem Bau des Fernsehturms von Jekaterinburg, der wie die meisten modernen Fernsehtürme als Stahlbetonkonstruktion ausgeführt wurde, wurde 1983 begonnen. Er sollte 361 Meter hoch werden und neben den Sendeeinrichtungen auch über ein Restaurant verfügen.
Allerdings gingen 1991, im Zusammenhang mit dem Zusammenbruch der Sowjetunion, die finanziellen Mittel aus und der Turmbau wurde eingestellt, als dieser eine Höhe von 220 Metern erreicht hatte. Der unfertige Turm wurde von Abenteurern und Extremsportlern für Kletteraktionen und zum Base-Jumping benutzt. Nach offiziellen Angaben sind drei Menschen durch Unfälle oder Suizid ums Leben gekommen.
Das Bauwerk wurde am 24. März 2018 gesprengt.
Auf dem Baugrund wird die Mehrzweckhalle UGMK Arena errichtet. Der Grundstein wurde am 31. Oktober 2019 gelegt. Sie sollte Mitte 2023 fertiggestellt werden und als ein Austragungsort der Sommer-Universiade 2023 in Jekaterinburg dienen. Die Eröffnung der Halle wurde im Oktober 2022 allerdings auf Dezember 2024 verschoben.